# Kecskés István (városi tisztviselő)
Kecskés István (Szegvár, 1880. december 11. – Szeged, 1944. október 3.) városi tisztviselő. Róla kapta nevét a szegedi Kecskés István-telep.

## Iskolái
Szegényparaszti családban született Szegváron 1880. december 11-én.
A szegvári elemi iskolában tanult, majd a szegedi közgazdasági középiskolában tanult tovább.
1901–1902-ben egyéves önkéntes iskolát, 1902-ben tartalékos tiszti vizsgát végzett.
1924-től 1927-ig a szegedi Ferenc József Tudományegyetem Állam- és Jogtudományi Karán tanult.

## Munkahelye
Kecskés István 1902-től a szegedi városházán volt írnok, majd földnyilvántartó. Emellett az Árvízmentesítő Társulat pénztárnoka is volt élete végégig.

## Honvédségnél
1901. március elsején sorozták be egyévi önkéntesként államköltségen 10 évi tényleges haderőbeli és 2 évi honvédségi szolgálatra a császári ás királyi 46. gyalogezredhez.
Önkéntesként lépett be a Magyar Királyi Honvédségbe 1911. december 31-én mint tartalékos hadnagy, és áthelyezték a magyar királyi szegedi 5. honvéd gyalogezredhez.[pontosabban?]

### Előléptetések
1902. március elsején őrvezetővé, majd 28-án tizedessé léptették elő.
1902–1903 folyamán tartalékos őrmester, tisztjelölt, 1904–1905-ben tartalékos hadapród őrmester, 1909 és 1911 között tartalékos hadnagy volt.

## Magánélete
Kétszer házasodott: először 1907-ben Kaszta Juliannával, akitől három gyermeke született: István, Julianna és Erzsébet. Másodszor 1922-ben házasodott meg Molnár Máriával, akitől három gyermeke született: Zsuzsanna, Márta és Dénes.